# Synagoga Eliasza Łódzkiego w Łodzi (ul. Dzielna 29)
Synagoga Eliasza Łódzkiego w Łodzi – prywatny dom modlitwy znajdujący się w Łodzi przy ulicy Dzielnej 29.
Synagoga została zbudowana w 1898 roku z inicjatywy Eliasza Łódzkiego, Lejba Topielewicza oraz Szołoma Epela. Synagoga została przeniesiona z lokalu przy ulicy Kamiennej 20. Mogła ona pomieścić 30 osób. Podczas II wojny światowej hitlerowcy zdewastowali synagogę.